# Andrija Katić
Pour les articles homonymes, voir Katić.
Andrija Katić (en serbe : Андрија Катић), né le 17 février 2002 à Kruševac en Serbie, est un footballeur serbe qui évolue au poste de gardien de but au FK Voždovac Belgrade.

## Biographie

### En club
Né à Kruševac en Serbie, Andrija Katić est formé par le FK Jagodina. Il joue son premier match en professionnel avec ce club, le 15 avril 2018, lors d'une rencontre de deuxième division serbe face au GKS Sloboda Užice. Il entre en jeu et son équipe est battue par deux buts à zéro.
Il rejoint ensuite l'un des plus grands clubs du pays, l'Étoile rouge de Belgrade, où il poursuit sa formation.
le 10 août 2020, Katić est prêté au FK Budućnost Dobanovci.
Lors de l'été 2022, Andrija Katić s'engage en faveur du FK Voždovac Belgrade. Le transfert est annoncé le 9 juin 2022 et il signe un contrat de trois ans, soit jusqu'en juin 2025,.
Il joue son premier match pour le club le 19 octobre 2022, lors d'une rencontre de coupe de Serbie face au FK Mladost Novi Sad (en). Il est titularisé et son équipe est battue par deux buts à zéro.

### En sélection
Andrija Katić commence sa carrière internationale avec l'équipe de Serbie des moins de 17 ans. Il joue deux matchs avec cette sélection, le premier en 2018 et le second en 2019.
Andrija Katić joue son premier match avec l'équipe de Serbie espoirs le 20 novembre 2022, contre Chypre. Il est titularisé et les deux équipes se neutralisent (2-2 score final).